# Otto Prokop
Otto Prokop, avstrijski zdravnik, predavatelj in akademik, * 29. september 1921, St. Pölten, † 20. januar 2009.
Prokop je deloval kot redni profesor za sodno medicino Humboldtove univerze v Berlinu in bil dopisni član Slovenske akademije znanosti in umetnosti (od 23. aprila 1987).